# Nazionale maschile di hockey su pista della Francia
La nazionale di hockey su pista della Francia è la selezione maschile di hockey su pista che rappresenta la Francia in ambito internazionale. Attiva dal 1920, opera sotto la giurisdizione della Federazione di pattinaggio della Francia.
Nel suo palmarès può vantare tre Campionati mondiali B/Intercontinental Cup.

## Statistiche dettagliate sui tornei internazionali

### Campionato Mondiale
| Edizione                 | Piazzamento      | V  | N | P | Gol    |
| ------------------------ | ---------------- | -- | - | - | ------ |
| Stoccarda 1936           | 6º posto         | 1  | 1 | 4 | 10:16  |
| Montreux 1939            | 5º posto         | 2  | 1 | 3 | 11:22  |
| Lisbona 1947             | 6º posto         | 2  | 0 | 4 | 12:22  |
| Montreux 1948            | 7º posto         | 2  | 1 | 5 | 21:29  |
| Lisbona 1949             | 6º posto         | 2  | 1 | 4 | 25:32  |
| Milano 1950              | 6º posto         | 3  | 2 | 4 | 20:33  |
| Barcellona 1951          | 6º posto         | 5  | 1 | 4 | 43:14  |
| Porto 1952               | 6º posto         | 4  | 1 | 4 | 20:25  |
| Ginevra 1953             | 9º posto         | 1  | 1 | 4 | 7:16   |
| Barcellona 1954          | 5º posto         | 7  | 4 | 3 | 33:16  |
| Milano 1955              | 10º posto        | 4  | 2 | 2 | 26:14  |
| Porto 1956               | 9º posto         | 2  | 2 | 6 | 11:31  |
| Porto 1958               | 9º posto         | 1  | 1 | 7 | 22:45  |
| Madrid 1960              | 9º posto         | 1  | 1 | 7 | 10:30  |
| Santiago del Cile 1962   | Non partecipante | -  | - | - | -      |
| Barcellona 1964          | Non partecipante | -  | - | - | -      |
| San Paolo 1966           | Non partecipante | -  | - | - | -      |
| Porto 1968               | Non partecipante | -  | - | - | -      |
| San Juan 1970            | 6º posto         | 5  | 0 | 5 | 57:67  |
| La Coruña 1972           | Non partecipante | -  | - | - | -      |
| Lisbona 1974             | 7º posto         | 4  | 1 | 6 | 35:46  |
| Oviedo 1976              | 7º posto         | 5  | 1 | 5 | 34:47  |
| San Juan 1978            | Non partecipante | -  | - | - | -      |
| Talcahuano 1980          | 10º posto        | 7  | 1 | 2 | 46:35  |
| Barcelos 1982            | 13º posto        | 10 | 2 | 2 | 133:43 |
| Novara 1984              | Non partecipante | -  | - | - | -      |
| Sertãozinho 1986         | 10º posto        | 0  | 0 | 9 | 17:68  |
| A Coruña 1988            | Non partecipante | -  | - | - | -      |
| San Juan 1989            | Non partecipante | -  | - | - | -      |
| Porto 1991               | Non partecipante | -  | - | - | -      |
| Sesto San Giovanni 1993̝  | Fase a gironi    | 0  | 1 | 7 | 17:67  |
| Recife 1995              | Fase a gironi    | 2  | 2 | 4 | 23:32  |
| Wuppertal 1997           | Fase a gironi    | 4  | 0 | 4 | 23:29  |
| Reus 1999                | Quarti di finale | 3  | 0 | 5 | 14:31  |
| San Juan 2001            | Quarti di finale | 3  | 0 | 3 | 22:25  |
| Oliveira de Azeméis 2003 | Quarti di finale | 3  | 0 | 3 | 20:17  |
| San Jose 2005            | Quarti di finale | 2  | 1 | 3 | 10:21  |
| Montreux 2007            | Quarti di finale | 4  | 0 | 2 | 20:17  |
| Vigo 2009                | Quarti di finale | 4  | 1 | 1 | 19:11  |
| San Juan 2011            | Quarti di finale | 3  | 0 | 3 | 21:25  |
| Luanda 2013              | Quarti di finale | 2  | 0 | 4 | 27:19  |
| La Roche-sur-Yon 2015    | Quarti di finale | 3  | 0 | 3 | 17:20  |
| Nanchino 2017            | Fase a gironi    | 0  | 0 | 3 | 9:17   |
| Barcellona 2019          | 4º posto         | 2  | 1 | 3 | 13:20  |
| San Juan 2022            | 3º posto         | 1  | 3 | 2 | 21:27  |
| Novara 2024              | Quarti di finale | 3  | 1 | 2 | 26:11  |

Dettagli:
- Partecipazioni al Campionato mondiale: 36
- Non partecipante: 10
- Partite disputate: 283
- Vittorie: 107
- Pareggi: 34
- Sconfitte: 142
- Gol fatti: 890
- Gol subiti: 1.040

### Mondiale B/Intercontinental Cup
| Edizione               | Piazzamento      | V | N | P | Gol   |
| ---------------------- | ---------------- | - | - | - | ----- |
| Parigi 1984            | Campione (1º)    | 8 | 1 | 1 | 70:16 |
| Città del Messico 1986 | Non partecipante | - | - | - | -     |
| Bogotà 1988            | Non partecipante | - | - | - | -     |
| Macao 1990             | 10º posto        | 3 | 2 | 5 | 36:36 |
| Andorra 1992           | 2º posto         | 6 | 0 | 1 | 75:10 |
| Santiago 1994          | Campione (2º)    | 7 | 0 | 0 | 61:7  |
| Veracruz 1996          | Non partecipante | - | - | - | -     |
| Macao 1998             | Non partecipante | - | - | - | -     |
| Chatham 2000           | Non partecipante | - | - | - | -     |
| Montevideo 2002        | Non partecipante | - | - | - | -     |
| Macao 2004             | Non partecipante | - | - | - | -     |
| Montevideo 2006        | Non partecipante | - | - | - | -     |
| Johannesburg 2008      | Non partecipante | - | - | - | -     |
| Dornbirn 2010          | Non partecipante | - | - | - | -     |
| Canelones 2012         | Non partecipante | - | - | - | -     |
| Canelones 2014         | Non partecipante | - | - | - | -     |
| Nanchino 2017          | Campione (3º)    | 3 | 0 | 0 | 27:12 |
| Barcellona 2019        | Non partecipante | - | - | - | -     |
| San Juan 2022          | Non partecipante | - | - | - | -     |

Dettagli:
- Partecipazioni al Mondiale B/Intercontinental Cup: 5
- Non partecipante: 14
- Partite disputate: 37
- Vittorie: 27
- Pareggi: 3
- Sconfitte: 7
- Gol fatti: 269
- Gol subiti: 81

### Campionato Europeo
| Edizione                  | Piazzamento      | V | N | P | Gol   |
| ------------------------- | ---------------- | - | - | - | ----- |
| Herne Bay 1926            | 2º posto         | 3 | 2 | 0 | 18:8  |
| Montreux 1927             | 2º posto         | 3 | 1 | 1 | 23:11 |
| Herne Bay 1928            | 2º posto         | 4 | 0 | 1 | 20:11 |
| Montreux 1929             | 3º posto         | 2 | 1 | 2 | 22:11 |
| Herne Bay 1930            | 2º posto         | 3 | 1 | 1 | 7:9   |
| Montreux 1931             | 2º posto         | 4 | 1 | 1 | 31:11 |
| Herne Bay 1932            | 3º posto         | 3 | 0 | 2 | 29:17 |
| Herne Bay 1934            | 6º posto         | 0 | 0 | 5 | 12:24 |
| Herne Bay 1937            | 7º posto         | 0 | 0 | 6 | 13:28 |
| Anversa 1938              | 7º posto         | 1 | 0 | 5 | 9:21  |
| Barcellona 1957           | Non partecipante | - | - | - | -     |
| Ginevra 1959              | 9º posto         | 1 | 1 | 3 | 11:15 |
| Torino 1961               | 10º posto        | 0 | 0 | 9 | 6:54  |
| Porto 1963                | 9º posto         | 0 | 0 | 8 | 3:34  |
| Lisbona 1965              | 8º posto         | 1 | 0 | 7 | 19:46 |
| Bilbao 1967               | 7º posto         | 2 | 1 | 5 | 14:43 |
| Losanna 1969              | 4º posto         | 4 | 0 | 4 | 26:30 |
| Lisbona 1971              | 7º posto         | 3 | 0 | 5 | 26:62 |
| Iserlohn 1973             | 8º posto         | 2 | 0 | 6 | 23:53 |
| Viareggio 1975            | 6º posto         | 2 | 0 | 5 | 20:41 |
| Porto 1977                | 8º posto         | 2 | 2 | 4 | 23:40 |
| Barcellona 1979           | 8º posto         | 1 | 2 | 5 | 19:42 |
| Essen 1981                | 6º posto         | 3 | 0 | 5 | 24:47 |
| Vercelli 1983             | 7º posto         | 1 | 0 | 6 | 18:35 |
| Porto 1985                | 8º posto         | 1 | 1 | 6 | 31:59 |
| Oviedo 1987               | 9º posto         | 0 | 2 | 6 | 13:59 |
| Lodi 1990                 | 6º posto         | 2 | 2 | 4 | 29:43 |
| Wuppertal 1992            | 5º posto         | 3 | 3 | 3 | 25:24 |
| Funchal 1994              | Fase a gironi    | 4 | 0 | 3 | 71:24 |
| Salsomaggiore Terme 1996  | 5º posto         | 4 | 0 | 4 | 33:28 |
| Paços de Ferreira 1998    | Quarti di finale | 4 | 0 | 3 | 34:25 |
| Wimmis 2000               | 4º posto         | 2 | 0 | 3 | 15:13 |
| Firenze 2002              | 4º posto         | 2 | 0 | 3 | 12:12 |
| La Roche-sur-Yon 2004     | Quarti di finale | 2 | 1 | 3 | 20:16 |
| Monza 2006                | Quarti di finale | 4 | 0 | 2 | 23:10 |
| Oviedo 2008               | 4º posto         | 2 | 0 | 4 | 17:17 |
| Wuppertal 2010            | 3º posto         | 3 | 0 | 3 | 15:20 |
| Paredes 2012              | 4º posto         | 3 | 0 | 3 | 22:23 |
| Alcobendas 2014           | 5º posto         | 1 | 0 | 4 | 10:20 |
| Oliveira de Azeméis 2016  | Quarti di finale | 3 | 2 | 1 | 14:13 |
| La Coruña 2018            | 4º posto         | 4 | 0 | 3 | 38:25 |
| Paredes 2021              | 2º posto         | 3 | 1 | 2 | 25:20 |
| Sant Sadurní d'Anoia 2023 | 4º posto         | 1 | 2 | 3 | 17:19 |

Dettagli:
- Partecipazioni al Campionato Europeo: 43
- Non partecipante: 1
- Partite disputate: 281
- Vittorie: 93
- Pareggi: 26
- Sconfitte: 162
- Gol fatti: 880
- Gol subiti: 1.173

N.B.: vengono conteggiate solo le edizioni come campionato europeo e non come campionato mondiale.

## Palmarès
- Campionato mondiale B/Intercontinental Cup: 3 (record condiviso con gli Stati Uniti)

Parigi 1984, Santiago 1994, Nanchino 2017

## Riepilogo piazzamenti
| Competizione                    |   |    |    | Tot. |
| ------------------------------- | - | -- | -- | ---- |
| Campionato mondiale             | 0 | 0  | 1  | 1    |
| Mondiale B/Intercontinental Cup | 3 | 1  | 0  | 4    |
| Campionato Europeo              | 0 | 6  | 3  | 9    |
| Coppa delle Nazioni             | 0 | 2  | 5  | 7    |
| Coppa Latina                    | 0 | 1  | 4  | 5    |
| Generale                        | 3 | 10 | 13 | 26   |